# コンピュートピア
コンピュートピアはかつてコンピュータ・エージ社が発行していた月刊コンピュータ専門誌。

## 概要
創刊は1967年3月、休刊は2005年11月だった。この分野の雑誌の出版としては早かった。
創刊された当時はコンピュータ産業の黎明期で徐々に汎用機が普及しつつあり、無知蒙昧な読者層の啓蒙に貢献した。
自分でコンピュタを組み立てる安田寿明氏による記事が連載され、後にマイ・コンピュータ入門(講談社ブルーバックス刊)として刊行された。
コンピュータの普及に役立った。
同誌の記事は日本のコンピュータの発展の歴史を如実に表わしている。

## 歴史
- 1967年3月 - 創刊。
- 2005年11月 - 休刊